# Barra (relieve)

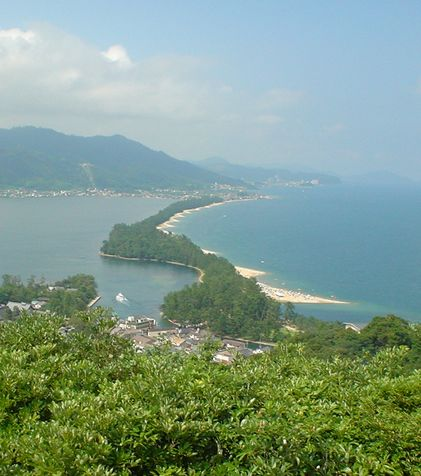
Vista de una barra con sus nuevas formaciones de bancos de arena, región de Kansai, Japón.

Una barra es una formación de tierra en un cuerpo de agua. Las barras tienden a ser largas y lineales y es muy usual que se desarrollen en zonas donde se deposita grava o arena en aguas poco profundas y aparecen en ríos, lagos y mares. Está compuesta básicamente de arena, pero pueden ser de otro material más grueso que es arrastrado por la corriente de agua. El tamaño del material depende de la erosión que provoca el agua con olas y corrientes, pero también depende de la disponibilidad de este. A veces la barra se forma a cientos de kilómetros a lo largo de la costa, a esto se le llama isla barrera.

## Bancos de arena e islas barradas
Estas barras aparecen alrededor de las líneas de costa marinas o riberas lacustres, y son características comunes de una playa. En ocasiones las olas o las corrientes barren con la costa y acaban erosionándola, las barras no se forman pero el material queda depositado en fondos poco profundos. Cuando este fenómeno ocurre cientos de veces a lo largo de un tiempo prolongado llega a formar islas sólidas. Sucede cuando se producen erosiones muy intensas en la playa, en meteoros como huracanes, tsunamis, viento, etc.

## Las barras como formación geológica
Se considera a las barras y bancos de arena como un proceso natural de la erosión costera, estas se desarrolla donde se encuentre una erosión muy intensa, puede ser en costas de mar abierto, bahías, puntas, rías, desembocadura de ríos, confluencia de ríos y lagos o lagunas. También se puede encontrar algo llamado tómbolo que es una barra que forma istmos entre una isla y una roca grande, isla o costa continental. 
Una barra de bahía es una barra de arena que atraviesa completamente una bahía aislándola completamente del mar u océano que la alimenta, formando a su paso una laguna.

## Ejemplos
- En el estado de Tamaulipas, México, al norte de su costa, hay una barra que separa al golfo de México con la Laguna Madre, esta barra continúa hasta el sur de Houston donde termina en la bahía de Galveston. Las principales barras son la de Soto la Marina y la de Americanos (coordenadas: 25°07′00.15″N 97°29′58.85″O / 25.1167083, -97.4996806).
- En el estado de Veracruz, México, al norte de su costa, hay una barra que separa al golfo de México con la laguna de Tamiahua, la cual contiene varias islas, y fuera también hay algunas menores. (coordenadas 21°40′00″N 97°35′24″O / 21.66667, -97.59000).
- En Yucatán y Quintana Roo, México, al norte de estos estados hay una barra más gruesa que separa al golfo de México con una laguna cerrada, en esta barra se encuentra la isla de Holbox (coordenadas: 21°30′28.12″N 87°34′01.12″O / 21.5078111, -87.5669778).
- Entre Oaxaca y Chiapas, México, una barra deja incomunicada a la Laguna Mar Muerto con el golfo de Tehuantepec y dentro de esta área otras barras incomunican a la Laguna Superior y Laguna Inferior del golfo de Tehuantepec. (coordenadas 16°13′07.47″N 94°31′28.98″O / 16.2187417, -94.5247167).
- En el estado de Campeche, hay una barra ya sólida, es decir, una isla que separa a la Laguna de Términos con el golfo de México. Sobre esta isla se sitúa Ciudad del Carmen (coordenadas: 18°41′06.09″N 91°45′09.66″O / 18.6850250, -91.7526833).